# 204711 Luojialun
204711 Luojialun este o planetă minoră (asteroid) din centura de asteroizi. A fost descoperită pe 1 aprilie 2006 la Lulin Observatory⁠(d) de Ye Quanzhi⁠(d). 
Obiectul prezintă o orbită caracterizată de o semiaxă mare de 2,7945696706559 UAi, o excentricitate de 0,22, o înclinație de 3,2 ° în raport cu ecliptica.